# OR51B4
Olfaktorni receptor 51B4 je protein koji je kod ljudi kodiran OR51B4 genom.
Olfaktorni receptori formiraju interakcije sa molekulima mirisa u nosu, čime se inicira neuronski respons koji izaziva percepciju mirisa. Oni su odgovorni za prepoznavanje i G proteinima posredovanu transdukciju mirisnih signala. Proteini olfaktornih receptora su članovi velike familije G protein spregnutih receptora (GPCR). Poput mnogih receptora za neurotransmitere i hormone, olfaktorni receptori imaju strukturu 7-transmembranskog domena. Oni su kodirani genima sa jednim eksonom. Geni olfaktornih receptora su najveća familija genoma. Nomenklatura gena i proteina olfaktornih receptora je nezavisna od drugih organizama.

## Literatura
- Bulger M; van Doorninck JH; Saitoh N;  . (1999). „Conservation of sequence and structure flanking the mouse and human β-globin loci: The β-globin genes are embedded within an array of odorant receptor genes”. Proc. Natl. Acad. Sci. U.S.A. 96 (9): 5129—34. PMC 21828 . PMID 10220430. doi:10.1073/pnas.96.9.5129.
- Bulger M; Bender MA; van Doorninck JH;  . (2001). „Comparative structural and functional analysis of the olfactory receptor genes flanking the human and mouse β-globin gene clusters”. Proc. Natl. Acad. Sci. U.S.A. 97 (26): 14560—5. PMC 18958 . PMID 11121057. doi:10.1073/pnas.97.26.14560.
- Strausberg RL; Feingold EA; Grouse LH;  . (2003). „Generation and initial analysis of more than 15,000 full-length human and mouse cDNA sequences”. Proc. Natl. Acad. Sci. U.S.A. 99 (26): 16899—903. PMC 139241 . PMID 12477932. doi:10.1073/pnas.242603899.
- Gerhard DS; Wagner L; Feingold EA;  . (2004). „The Status, Quality, and Expansion of the NIH Full-Length cDNA Project: The Mammalian Gene Collection (MGC)”. Genome Res. 14 (10B): 2121—7. PMC 528928 . PMID 15489334. doi:10.1101/gr.2596504.

## Spoljašnje veze
- OR51B4+protein,+human на 